# Hellmuth Bieske
Hellmuth Bieske (* 6. Mai 1894 in  Königsberg i. Pr.; † 4. November 1972 in Hamburg) war ein deutscher Industrieller.

## Leben
Nach einer kaufmännischen Ausbildung wurde Bieske bereits 1919 Mitinhaber der Brunnenbaufirma seines Vaters Emil Bieske. Das Unternehmen hatte etwa 500 Mitarbeiter. In Königsberg war Bieske Vorsitzender des Kaufmännischen Vereins und der Börsenhalle, einer Königsberger Gesellschaft.  Für das Zarentum Bulgarien war er Konsul. Am Zweiten Weltkrieg nahm er als Major der Reserve teil. Bieske gehörte am 17. Mai 1949 zu den Gründern der Landsmannschaft Ostpreußen. Von 1949 bis 1962 war er Vorsitzender der Stadtgemeinschaft Königsberg. Er initiierte die 1951 abgeschlossene Patenschaft Duisburg–Königsberg und erhielt die Königsberger Bürgermedaille.

## Ehrungen
- Königsberger Bürgermedaille (1969)